# 中国共产党第九届中央委员会第二次全体会议
中国共产党第九届中央委员会第二次全体会议（简称中共九届二中全会，亦称1970年庐山会议）于1970年8月23日至9月6日在江西庐山举行，是中国共产党党史上的第三次庐山会议。因为这次会议直接涉及到了当时党的接班人林彪和后来发生的九一三事件，因此在中国共产党历史上具有重要地位。由于这次会议直接涉及到林彪事件性质问题，并关系到对党主席毛泽东和副主席林彪矛盾的评价，所以后来各方在叙述事件的时候，存在巨大争议。
这次会议的主要焦点在于二百多个中央委员跟着陈伯达，汪东兴“揪坏人”（张春桥），但是后来对于这次会议和所发生事件的记述，有两个截然不同的角度。毛泽东和后来的中国共产党官方将九届二中全会的焦点认定为林彪发起突然袭击，企图篡夺空缺的“国家主席”职务和陈伯达提出“天才论”；而以参加会议者吴法宪等人，以及非官方史学界则认为九届二中全会矛盾的真正焦点在于陈伯达和几乎全体中央委员向张春桥发起声讨，因此才有毛泽东所说的“大有炸平庐山之势”，而所谓的“中国国家主席存废问题”和“天才论”，仅仅是后来毛泽东为了惩治林彪和陈伯达而寻找的借口。林彪本人也曾经指出：“他们妄想要从我们的自我批评中得到什么东西，这是不可能的，在庐山兴师动众闹了几天，还不就是得到了‘天才论’和设‘国家主席’两个问题。”

## 前奏

### 背景
九届二中全会召开的背景是在中共九大的新党章明确规定了林彪接班人地位和国家主席刘少奇死亡后，中共中央为贯彻中共九大精神而召集二中全会讨论修改宪法，以便提交四届人大审议。在九大政治报告起草过程中，陈伯达和张春桥因为争夺起草权而发生了激烈争斗，陈的草案，着重于恢复生产，张的草案，着重于继续革命。最终张春桥的报告草案被毛泽东采用。

### 废除国家主席职务
1968年的中共八届十二中全会，因劉少奇被罷免黨內外一切職務，國家主席職務空缺。中国共产党中央委员会主席毛泽东在1970年初提出要召开第四届全国人民代表大会制定新宪法，于是成立了以康生为首的宪法起草小组。1970年3月，毛澤東在收到周恩來送來的憲法修改草案提要和一封信之後明確與汪東興說，“憲法中不要寫國家主席這一章，我也不當國家主席。”。3月8日晚，汪東興在周恩來主持的政治局會議上傳達了毛澤東的這一指示。政治局一致擁護毛澤東的建議。整個過程中，林彪僅有一次單獨表態，即在1970年4月11日，林彪寫信給毛澤東“一，關於這次‘人大’國家主席的問題，林彪同志仍然建議由毛主席兼任。這樣做對黨內、黨外、國內、國外人民的心理狀態適合。否則，不適合人民的心理狀態。二，關於副主席問題，林彪同志認為可設、可不設，可多設、可少設，關係都不大。三，林彪同志認為，他自己不宜擔任副主席的職務。”周恩來向政治局轉達了林彪的建議，“多數政治局成員同意仍由毛澤東擔任國家主席，周恩來對此也沒有提出異議”。

### 矛盾爆发
1970年8月13日午前，以康生、江青为首和以陈伯达、吴法宪为首的政治派别就宪法草案涉及毛泽东的内容发生激烈争吵。争吵的主要话题在于是否在国务院一章加入“以毛泽东思想为指导”和是否设立国家主席。在这两个问题上，吴法宪等人坚持写入「毛泽东思想」和「设立国家主席」，但是张春桥却反对吴法宪，并提出“赫鲁晓夫天才地发展马克思主义”的说法影射林彪。张春桥的说法引起了林彪的强烈不满，为此林彪向毛泽东告状。最终经过周恩来调和，小组通过的宪法草案里面基本采用了吴法宪的说法加入了“毛泽东思想是国务院一切工作的指南”。但是这个问题导致了林彪派和江青派的矛盾逐渐激化，并成为九届二中全会上激烈斗争的导火索。

## 经过
1970年8月23日至9月6日，在江西庐山举行中共九届二中全会。根据毛泽东的原先设想，这次全会的主要任务是审议康生提交的宪法草案，审议李先念的1971年经济工作报告，以及战备工作。出席这次全会的有155名中央委员、100名中央候补委员。全会前的常委会上，毛泽东询问林彪是否要发言，林彪向毛泽东说明了8月13日宪法修改小组会议上，张春桥反对提天才、反对将“以毛泽东思想为指导”写入宪法和说三个副词“天才地、创造性地、全面的”是讽刺等情况。毛泽东同意林彪进行批评发言，但告诉林彪不要点名张春桥，并称“张春桥的后台一定是江青，一定是她搞得”。但是后来1971年毛泽东南巡时不认帐，坚持认为林彪发言没有同他商量，《毛泽东传》等官方史料声称林彪是突然袭击，但亦承认林彪在会议前曾向毛泽东和其他常委表示要讲点意见。
全会第一天，首先由康生作宪法草案报告，然后由林彪发言。林彪讲了一个半小时，主要内容是肯定康生的主张，设立国家主席，并赞扬毛泽东是天才。8月24日上午，根据吴法宪的提议，大会改变了原有的议程，讨论林彪报告。全体中央委员除五位中央常委外，集合由汪东兴主持，听两遍林彪讲话录音。下午分组讨论。全会分六大组，即华北组、东北组、华东组、中南组、西北组、西南组。
分组讨论期间华北组发生了激烈的斗争。陈伯达和汪东兴在华北组提出有人反对毛主席当国家主席，反对毛主席是天才。陈伯达说：“党的八届十一中全会的公报是宣告无产阶级文化大革命的一个公报，但是竟有人说这些话是一个讽刺。这样的人要否定公报，要否定无产阶级文化大革命。吴法宪同志说过一句很好的话，就是有人利用毛主席的谦虚，妄图贬低毛泽东思想。”汪东兴也说：“在关键的时刻，林副主席的态度是正确”，“林副主席特別强调说，在宪法中肯定毛主席的伟大领袖、国家元首、最高统帅的地位，肯定毛泽东思想作为全国人民的指导思想，非常重要，非常重要。这一条是宪法的灵魂，是三十条中最重要的一条。”“有的人不仅不要毛主席当国家主席，连毛泽东思想都不要。用毛泽东思想武装起来的人民，可以识破这些坏蛋。陈伯达接话：“有的反革命分子听说毛主席不当国家主席，欢喜的跳起来了。”汪东兴的发言立即引起华北组的中央委员响应，讨论会氛围热烈。陈毅说：“我完全赞同林彪同志的意见。天才确实有，我赞成毛主席就是天才，我是坚定不移的相信天才的，谁反对天才我就反对他”。大家纷纷表示要抓坏人，矛头直指张春桥。
其他组也纷纷表示拥护林彪的讲话，李作鹏在中南组说：“宪法修改草案是经过斗争产生的，有人反对毛主席当国家主席，有人反对称毛主席为天才。”“本来林副主席一贯宣传毛泽东思想是有伟大功绩的，党章也肯定了的，可是有人在宪法上反对提林副主席。所以党内有股风，是什么风？是反马列主义的风，是反毛主席的风，是反林副主席的风，这股风不能往下吹，有人连‘中国人民解放军是毛主席亲自缔造和领导的，林副主席直接指挥的’他都反对，说不符合历史。”
24日当晚华北组会议结束后，会务组将陈伯达和汪东兴的发言稿做了整理，将稿件送给两人审阅修改。深夜12点，简报组向陈伯达要修改后的稿子，陈伯达说还没有改好，让先出简报。汪东兴的讲话稿也没有交还会务组。会务组只综合了华北组代表的发言内容，出了一份简报，历史上叫做华北组二号简报。
大家听了伯达同志、东兴同志在小组会上的发言，感到对林副主席讲话的理解大大加深了。特别是知道了我们党内，竟有人妄图否认我们伟大领袖毛主席是当代最伟大的天才，表示了最大、最强烈的愤慨，认为在经过了四年文化大革命的今天，党内有这种反动思想的人，这种情况是很严重的，这种人就是野心家、阴谋家，是极端的反动分子，是地地道道的反革命修正主义分子，是没有刘少奇的刘少奇反动路线的代理人，是帝修反的走狗，是坏蛋，是反革命分子，应该揪出来示众，应该开除党籍，应该斗倒批臭，应该千刀万剐，全党共诛之，全国共讨之。
24日晚上，受到全会攻击的张春桥和姚文元跑到毛泽东住的处，一人抱住了毛泽东的一条大腿痛哭，泪水浸湿了毛泽东的裤子，毛泽东大怒。这成为九届二中全会的转折点。
8月25日清晨由李雪峰、吴德、解学恭三人签发的《中共九届二中全会第六号简报》（华北组第二号简报）。上午，江青、张春桥、姚文元找毛泽东。中午，毛泽东拿着华北组“六号简报”批评汪东兴。下午中央政治局召开常委扩大会，各大组长也参加。毛泽东在会上作了三项指示：第一、立即休会，停止讨论林彪在开幕式的讲话。第二，收回华北组2号简报。第三、不要揪人，要按“九大”精神团结起来，陈伯达在华北组的发言是违背“九大”方针的。毛十分严厉地说：你们继续这样，我就下山，让你们闹。设国家主席的问题不要再提了，谁坚持设国家主席，谁就去当，反正我不当!他还对林彪说：“我劝你也别当国家主席。谁坚持设谁去当!”会议根据毛的意见会议决定收回“六号简报”，立即停止讨论林彪的讲话，责令陈伯达作出检讨。
之后，汪东兴把陈伯达的《恩格斯，列宁，毛主席关于称天才的几段语录》呈给毛泽东。毛泽东阅后，写下了《我的一点意见》。
这个材料是陈伯达同志搞的，欺骗了不少同志。第一，这里没有马克思的话。第二，只找了恩格斯一句话，而《路易·波拿巴特政变记》这部书不是马克思的主要著作。第三，找了列宁的有五条。其中第五条说，要有经过考验、受过专门训练和长期教育，并且彼此能够很好地互相配合的领袖，这里列举了四个条件。别人且不论，就我们中央委员会的同志来说，够条件的不很多。例如，我跟陈伯达这位天才理论家之间，共事三十多年，在一些重大问题上就从来没有配合过，更不去说很好的配合。仅举三次庐山会议为例。第一次，他跑到彭德怀那里去了。第二次，讨论工业七十条，据他自己说，上山几天就下山了，也不知道他为了什么原因下山，下山之后跑到什么地方去了。这一次，他可配合得很好了，采取突然袭击，煽风点火，唯恐天下不乱，大有炸平庐山，停止地球转动之势。我这些话，无非是形容我们的天才理论家的心（是什么心我不知道，大概是良心吧，可决不是野心）的广大而已。至于无产阶级的天下是否会乱，庐山能否炸平，地球是否停转，我看大概不会吧。上过庐山的一位古人说：“杞国无事忧天倾”。我们不要学那位杞国人。最后关于我的话，肯定帮不了他多少忙。我是说主要地不是由于人们的天才，而是由于人们的社会实践。我同林彪同志交换过意见，我们两人一致认为，这个历史家和哲学史家争论不休的问题，即通常所说的，是英雄创造历史，还是奴隶们创造历史，人的知识（才能也属于知识范畴）是先天就有的，还是后天才有的，是唯心论的先验论，还是唯物论的反映论，我们只能站在马列主义的立场上，而决不能跟陈伯达的谣言和诡辩混在一起。同时我们两人还认为，这个马克思主义的认识论问题，我们自己还要继续研究，并不认为事情已经研究完结。希望同志们同我们一道采取这种态度，团结起来，争取更大的胜利，不要上号称懂得马克思，而实际上根本不懂马克思那样一些人的当。
8月26日、27日，根据毛的意见，周恩来、康生找吴法宪、李作鹏、邱会作谈话，要吴作检讨。8月29日，林彪主持召开中央政治局扩大会议，陈伯达、吴法宪作了检讨。 9月1日，毛泽东召集中央政治局和各大组召集人开会，明确指出，凡是在这次庐山会议上发言犯了错误的人都要作检查。还要求林彪召集吴法宪、叶群、邱会作开会，听他们作检查。
你这个人呀，叫我怎么说你哪！一贯地制造是非，一贯地投机取巧，一贯地见风使舵，你翻开你的历史你究竟干了些什么？你想利用别人之手把春桥打倒，你眼睛里究竟盯着什么人？你说我是天才，我看你是在说你是天才！自称是小小老百姓，实则呢，大大野心家。你眼睛里容不下比你强的同志，这一回你如果再不好好检查，我看你就完全堕落下去了。
9月6日下午，九届二中全会举行闭幕。毛泽东发言指会议有人搞事，并再次强调不当国家主席，否定了天才的说法，将“设国家主席”定性为“反革命纲领”。9月9日晚，九届二中全會公報公開發表。

## 后续
九届二中全会之后，毛泽东发起了批陈整风运动，该运动的主要目标是陈伯达的天才论。毛泽东说，“由几个人发难，企图欺骗200多个中央委员，有党以来从来没有见过”。尽管这次全会的主要矛盾焦点在于华北组对张春桥的批判，但是毛泽东在会后始终把目标集中在陈伯达的天才论，而绝口不提张春桥遭到批判。但是在私下场合，毛泽东仍然将事情的真相吐露出来。
原中共中央政治局委员陈永贵回忆说：
1970年8月召开的庐山会议以后，毛主席曾经召集我和纪登奎、吴德等人开了一个会。他对我们说：陈伯达在会上的矛头是针对着春桥，实际上是对着我的，只不过他们现在不敢而已。将来是否公开反对我？也说不定。 
会后，对陈伯达的批评逐渐演变到了对中央军委办事组成员的批判。林彪集团的主要成员黄永胜、吴法宪、叶群、李作鹏、邱会作等人逐渐被毛泽东批斗，问题逐渐往林彪身上延伸。毛泽东除了批判黄永胜等人外，还采取了抛石子，掺沙子等做法。召开华北会议、改组北京军区，并在军委安插亲信，毛林关系急剧恶化。从1971年开始，毛泽东公开点名批评林彪。毛泽东批评说：“我一向不赞成自己的老婆当自己工作单位的办公室主任。林彪那里，是叶群当办公室主任。他们四个人（指林彪的“四大金刚”黄永胜、吴法宪、李作鹏、邱会作）向林彪请示问题都要经过她。”在会见斯诺的时候，毛泽东公开说“什么四个伟大，讨嫌”。在8月毛泽东南巡时，更是公开批判林彪，说“这次庐山会议，又是两个司令部的斗争”。还公然表示“林彪同志那个讲话，没有同我商量，也没有给我看。”
在南巡过程中，毛泽东首次提出了林彪想当国家主席问题，并说“有人急于想当国家主席，要分裂党，急于夺权。”这成为后来给林彪定罪的主要理由。 如今的中共官方则指，林彪在毛泽东声明不当国家主席的情况下仍坚持设，是林要当国家主席“夺权”，其后“林彪集团”则筹划出《“五七一工程”纪要》谋杀毛。
九届二中全会对张春桥的批判直接导致了毛林关系恶化成为九一三事件的主要起因，而迄今为止，中国共产党对九届二中全会的记载仍然维持着毛泽东后来的论调，即“有人急于想当国家主席，要分裂党，急于夺权。”

## 记述和争议
九届二中全会是中国共产党历史上的重大事件，直接关系到了对林彪的历史评价。有史学家认为，对于这个历史事件，现在的中国共产党既不能站在张春桥一边批判林彪和陈伯达向张春桥开火，又不能站在林彪一边反对毛泽东保护张春桥，因此只得回避张春桥问题，并继承了毛泽东的“林彪急于想当国家主席”这样的理由来批判林彪。中共对九届二中全会的记载完全是从设立国家主席的角度进行的，而回避了张春桥的实质问题。例如人民网《在中共九届二中全会上围绕设不设国家主席的一场斗争》。
王年一等人认为，毛泽东当年给林彪陈伯达找到的罪名只有两个：1，天才论，认为毛泽东是天才；2，认为林彪急于当国家主席，篡党夺权。但是第一个罪名从逻辑上也无法成立，实在算不上罪名，因此后来的中共只好采用了第二个罪名。但是指控林彪急于想当国家主席不仅毫无证据，而且理由非常拙劣，是文革的一个冤假错案。
1980年，在审判林彪四人帮集团的时候，中共中央有意将张春桥的政敌陈伯达划入了江青集团。